# Stadium Australia
Het Stadium Australia (Telstra Stadium van 2002 tot 2007 en ANZ Stadium tussen 2008 en 2020) is een rugbystadion in het Sydney Olympic Park in Homebush Bay, Auburn Council, ten westen van de Australische stad Sydney.
Het werd oorspronkelijk gebouwd als atletiekstadion voor de Olympische Spelen 2000. Van bij zijn afwerking in maart 1999 had het met het oog op de Olympische Spelen van 2000 een capaciteit van 110.000 zitplaatsen. Hiermee was het destijds het grootste Olympische stadion ooit gebouwd.
Het stadion heeft sinds de verbouwingswerken van 2001 en tot heden een kleinere capaciteit van 82.500 zitplaatsen. Drie jaar na de zomerspelen van 2000 werd het stadion ook ingezet bij het wereldkampioenschap rugby 2003.
Dit is ook het stadion waar de finale van het Aziatisch kampioenschap voetbal 2015 werd gehouden. Ruim 75.000 toeschouwers zagen gastland Australië het Zuid-Koreaans voetbalelftal na verlenging met 1–2 verslaan.

## Interlands
| Datum             | Thuisteam   | Uitslag | Uitteam     | Fase                    | Toeschouwers |
| ----------------- | ----------- | ------- | ----------- | ----------------------- | ------------ |
| 30 september 2000 | Kameroen    | 2 – 2   | Spanje      | Olympische spelen       | 104.098      |
| 16 november 2005  | Australië   | 1 – 0   | Uruguay     | Kwalificatie WK 2006    | 82.698       |
| 2 juni 2007       | Australië   | 1 – 2   | Uruguay     | Vriendschappelijk       | 61.795       |
| 22 juni 2008      | Australië   | 0 – 1   | China       | Kwalificatie WK 2010    | 70.054       |
| 1 april 2009      | Australië   | 2 – 0   | Oezbekistan | Kwalificatie WK 2010    | 57.292       |
| 10 juni 2009      | Australië   | 2 – 0   | Bahrein     | Kwalificatie WK 2010    | 39.540       |
| 11 oktober 2011   | Australië   | 3 – 0   | Oman        | Kwalificatie WK 2014    | 24.732       |
| 26 maart 2013     | Australië   | 2 – 2   | Oman        | Kwalificatie WK 2014    | 34.603       |
| 18 juni 2013      | Australië   | 1 – 0   | Irak        | Kwalificatie WK 2014    | 80.523       |
| 26 mei 2014       | Australië   | 1 – 1   | Zuid-Afrika | Vriendschappelijk       | 50.459       |
| 10 januari 2015   | Oezbekistan | 1 – 0   | Noord-Korea | Aziatisch kampioenschap | 12.078       |
| 13 januari 2015   | Oman        | 0 – 4   | Australië   | Aziatisch kampioenschap | 50.276       |
| 15 januari 2015   | Qatar       | 0 – 1   | Iran        | Aziatisch kampioenschap | 22.672       |
| 19 januari 2015   | Qatar       | 1 – 2   | Bahrein     | Aziatisch kampioenschap | 4.841        |
| 23 januari 2015   | Japan       | 1 – 1   | V.A.E.      | Aziatisch kampioenschap | 19.094       |
| 26 januari 2015   | Zuid-Korea  | 2 – 0   | Irak        | Aziatisch kampioenschap | 36.053       |
| 31 januari 2015   | Zuid-Korea  | 1 – 2   | Australië   | Aziatisch kampioenschap | 76.385       |

In 2023 worden er in dit stadion wedstrijden gespeeld op het Wereldkampioenschap voetbal voor vrouwen.
| Datum            | Thuisteam | Uitslag | Uitteam    | Fase           | Toeschouwers |
| ---------------- | --------- | ------- | ---------- | -------------- | ------------ |
| 20 juli 2023     | Australië | 1 – 0   | Ierland    | Groepsfase     | 75.784       |
| 7 augustus 2023  | Australië | 2 – 0   | Denemarken | Achtste finale | 75.784       |
| 12 augustus 2023 | Engeland  | 2 – 1   | Colombia   | kwartfinale    | 75.784       |
| 16 augustus 2023 | Australië | 1 – 3   | Engeland   | Halve finale   | 75.784       |
| 20 augustus 2023 | Spanje    | 1 – 0   | Engeland   | Finale         | 75.784       |

Stadium Australia · Sydney Football Stadium · Brisbane Stadium · Melbourne Rectangular Stadium · Perth Rectangular Stadium · Hindmarsh Stadium
Waikato Stadium · Eden Park · Wellington Regional Stadium · Forsyth Barr Stadium